# Alec Năstac
Alec Năstac (n. 2 aprilie 1949, Cavadinești, Galați, România) este un pugilist român, laureat cu bronz la Jocurile Olimpice de la Montreal 1976 la categoria mijlocie. A fost vicecampion european in 1971 la Madrid si in 1973 la Belgrad, vicecampion mondial in 1974 la Havana. 
A fost consultant de box la filmul Ringul (1983). A jucat in filmele "Ringul" si "Noi cei din linia intai", regizate de Sergiu Nicolaescu.

## Distincții
- Ordinul „Meritul Sportiv” clasa a II-a (18 august 1976) „pentru rezultatele deosebite obținute la Jocurile olimpice de vară de la Montreal – 1976, precum și pentru contribuția adusă la dezvoltarea activității sportive și la creșterea prestigiului sportului românesc pe plan internațional”[2]